# Impressió en relleu

Concepte bàsic de la impressió en relleu. A és el bloc o matriu; B és el paper; les línies negres gruixudes són les zones entintades. (El gruix de la tinta és molt exagerat en la il·lustració.)

La impressió en relleu és una família de mètodes d'impressió en què  una planxa o una matriu anomenades genèricament  "bloc d'impressió", al qual s'hi ha aplicat tinta sobre la seva superfície no rebaixada, es posa en contacte amb el paper, en aquesta acció, la superfície no rebaixada deixa tinta al paper, mentre que les zones rebaixades no ho faran. Normalment és possible que no calgui una premsa d'impressió, ja que la part posterior del paper es pot fregar o pressionar a mà amb una eina senzilla com un corró. En canvi, en la impressió calcogràfica, el que s'imprimeix són les zones rebaixades que s'omplen de tinta i necessita una premsa d'alta pressió.
La impressió en relleu és una de les famílies tradicionals de tècniques d'impressió, juntament amb les famílies calcogràfiques i planogràfiques, encara que els desenvolupaments moderns n'han creat d'altres.

## Tècniques en relleu
Històricament, dins de la família de tècniques d'impressió en relleu, la matriu es feia de manera subtractiva, eliminant material de la superfície de les àrees no destinades a ser impreses. La superfície restant es mullava llavors amb tinta. La família de tècniques de relleu inclou xilografia, gravat en metall, gravat en fusta, gravat en relleu, linogravat, segell de goma, impressió d'escuma, i alguns tipus de col·lagrafia .
Per contra, a la família de tècniques d'impressió per calcografia (o intaglio), les zones rebaixades són les que s'imprimeixen, així que s'entinta tota la matriu i després neteja la superfície de manera que només quedi tinta a les zones rebaixades. Aleshores es necessita una pressió molt més gran per mullar el paper des dels canals que contenen la tinta, de manera que normalment es necessita una premsa d'alta pressió. Les tècniques d'intaglio inclouen el  gravat, l'aiguafort i la punta seca .
A la família planogràfica d'impressió, tota la superfície de la matriu és plana i algunes zones es tracten per crear la imatge d'impressió. Les tècniques planogràfiques inclouen la litografia i la litografia offset .

### Barrejar tècniques de relleu i calcografia
Normalment, les tècniques de relleu i calcografia només es poden barrejar amb altres de la mateixa família en la mateixa pàgina impresa, tret que la pàgina s'imprimeixi dues vegades.

### Tipus mòbil: impressió de text tradicional en relleu pel
La impressió de text tradicional amb tipus mòbils també és una tècnica de relleu. Això va fer que les xilografies fossin molt més fàcils d'utilitzar com a il·lustracions de llibres, ja que es podien imprimir juntament amb el text. Les il·lustracions en calcografia, com ara els gravats, s'havien d'imprimir per separat.
La primera publicació impresa en relleu als EUA, el diari de diverses pàgines Publick Occurrences Both Foreign and Domestick, es va publicar el 25 de setembre de 1690.